# Maria Anna Krynicka
Maria Anna Krynicka (ur. 16 kwietnia 1896 w Przemyślu, zm. 15 września 1978 w Gdańsku) – polska instruktorka ZHP, nauczycielka, komendantka Lwowskiej Chorągwi Harcerek (1921-1923, 1925-1928), Naczelniczka Harcerek (1937-1945), działaczka podziemnej polski w czasie wojny, uznawana za bohaterkę Chorągwi Gdańskiej ZHP

## Życie prywatne
Maria Mudryk urodziła się 16 kwietnia 1896 r. w Przemyślu w rodzinie konduktora kolejowego Stefana Mudryka i Rozalii z d. Rogala – Podolskiej. Miała brata Franciszka (1901-1944, instruktora skautowego i harcerskiego, żołnierza wojny 1918-20, nauczyciela i inspektora szkolnego, organizatora tajnego nauczania w Przemyślu, zamordowanego przez hitlerowców) oraz cztery siostry m.in. Katarzynę, Stefanię, Felicję i Stanisławę.(wszystkie były harcerkami a Stanisława działała w konspiracji). W czasie nauki w państwowym seminarium nauczycielskim w Przemyślu w latach 1909-1911 należała do „Petu”, a później do „Eleusis”, spośród członkiń którego w maju 1911 r. powstał pierwszy w Przemyślu zastęp skautek. W roku 1918 zdała maturę seminaryjną, a w roku następnym jako eksternistka maturę gimnazjalną i rozpoczęła studia z zakresu nauk przyrodniczych i chemii na Wydziale Filozoficznym Uniwersytetu Jana Kazimierza we Lwowie.  Na przełomie lat 1920/21 przeniosła się do Lwowa dla dokończenia studiów. W roku 1921 została demonstratorem, w roku następnym asystentem, a w roku 1924 starszym asystentem na Wydziale Rolniczo-Leśnym Politechniki Lwowskiej. Oprócz tego w latach 1922-32 uczyła biologii i chemii w seminarium i liceum Anny Rychnowskiej. W latach 1924–32 wykładała w pomaturalnej Żeńskiej Szkole Gospodarczej w Snopkowie k. Lwowa. W tym czasie w 1924 r. złożyła na uniwersytecie egzamin magisterski z biologii oraz egzamin nauczycielski z biologii i chemii, a w roku 1926 po uzupełnieniu studiów na politechnice uzyskała tytuł inżyniera. W maju 1932 r. przeniosła się wraz z rodziną do Tarnowskich Gór, gdzie mąż został mianowany kontrolerem odcinka PKP. Uczyła tam w szkole zawodowej, a ponadto opiekowała się Kołem Polek w Strzelcach Opolskich, dokąd dojeżdżała. Krótko kierowała tamtejszym hufcem harcerek, równocześnie prowadząc centralne kursy dla nauczycielek-opiekunek drużyn (w 1935 r. na Głodówce, w 1936 r. w Runowie Krajeńskim, w 1937 r. na Buczu, w 1938 w Skolem a w 1939 r. w Zełemiance). W marcu 1933 r. przeniosła się wraz z mężem do Bydgoszczy, gdzie został on naczelnikiem oddziału drogowego. Pracowała tam jako kierowniczka szkoły powszechnej, jak również włączyła się w pracę harcerską. Opuściwszy Toruń przed wybuchem wojny M. Krynicka osiedliła się w Łososinie Górnej w dworku p. Dunikowskiej-Dąbrowskiej. Pracowała tam jako instruktorka Kół Gospodyń Wiejskich i kierowniczka pól doświadczalnych, a równocześnie współdziałała z ZWZ-AK w Krakowie i na miejscu. Skupiała w swoim ręku wiele nici konspiracyjnych. Między innymi do przesyłania informacji wykorzystywano torebki z nasionami rozsyłanymi po całej Polsce z prowadzonej przez nią stacji nasiennej. W 1940 r. zorganizowała z pomocą sióstr zakonnych grupę tajnego nauczania, które kontynuowała po przeniesieniu się w 1943 r. do Krakowa. W Krakowie pracowała nadal jako instruktorka Kół Gospodyń Wiejskich, a mąż w zawodowej szkole rzemieślniczej. Z Krakowa Kryniccy przenieśli się ponownie do Bydgoszczy, a następnie do Gdańska. Tam M. Krynicka pracowała w Wyższej Szkole Pedagogicznej m.in. jako dziekan Wydziału Biologii i Geografii. W latach 1956–59 była doradcą Naczelnej Rady Harcerskiej, a w latach 1957-59 także Kierowniczką Wydziału Kształcenia Starszyzny Gdańskiej Komendy Chorągwi Harcerstwa. W roku 1966 przeszła na emeryturę, pracując nadal w uczelnianym związku zawodowym. Zmarła 15 września 1978 r. Została pochowana na cmentarzu Srebrzysko w Gdańsku. 

## Harcerstwo
Z harcerstwem styka się po raz pierwszy w 1910 roku poprzez przynależność do „Eleusis”. W grudniu 1911 r. już jako zastępowa złożyła na ręce Olgi Drahonowskiej przyrzeczenie skautowe. Drużyna była wówczas zakonspirowana, gdyż władze szkolne nie pozwalały nawet na działalność kółek przedmiotowych. W lipcu 1914 r. ukończyła ogólnopolski kurs instruktorski w Skolem. W pierwszych dniach wojny zorganizowała na dworcu kolejowym w Przemyślu pogotowie sanitarne dla uciekinierów z Galicji Wschodniej i żołnierzy znajdujących się w stojących na stacji wagonach, które zostało po 4 dniach przejęte przez Czerwony Krzyż. W okresie ofensywy rosyjskiej została wraz z rodziną ewakuowana do Kromieryża na Morawach, gdzie z dzieci ewakuowanych utworzyła drużynę harcerek. Niezależnie od tego pracowała w szpitalu czeskiego Czerwonego Krzyża. Po powrocie do Przemyśla we wrześniu 1915 r. kontynuowała naukę w seminarium oraz pełniła funkcję drużynowej, teraz już jawnej, I Drużyny Skautek im. T. Kościuszki (1915-1916). W styczniu 1916 r. zorganizowała kurs zastępowych, w którym wzięły również udział nauczycielki z powiatu, w następstwie czego powstały w tych miejscowościach drużyny. Poprowadziła również w tym czasie kolonię w Krzywczy. Od roku 1916 była przewodniczącą Rady Drużynowych Harcerek, a niebawem została Komendantką Miejscową, a następnie Komendantką Okręgową w Przemyślu. Funkcje te pełniła do 1920 r. Był to okres rozkwitu przemyskiego harcerstwa, mimo trwającej w tym czasie wojny ze wszystkimi jej przykrymi skutkami – głodem, brakiem opału i odzieży. Była współzałożycielką tajnego Związku Gimnazjalnej Młodzieży Niepodległościowej, który przeszedł pod opiekę POW. Pracowała również w założonym przez miejscowego komendanta harcerzy „klubie uliczników” i udzielała korepetycji. Była delegatką na zjazd zjednoczeniowy organizacji skautowych odbyty w dniach 1-2 listopada 1918 r. w Lublinie, gdzie z powodu wybuchu walk została odcięta od możliwości powrotu. Po powrocie ze zjazdu włączyła się czynnie do prac dla wojska broniącego Przemyśla przed Ukraińcami. Odwiedziła wszystkie grupy harcerskie, zorganizowała szwalnię i pocztę harcerską, a następnie dołączyła do ekipy Czerwonego Krzyża dojeżdżającej na front po rannych i chorych żołnierzy. Po odsunięciu się frontu od miasta na prośbę burmistrza zorganizowała pięć ochronek na peryferiach miasta. Z powodu wyjazdu hufcowego harcerzy objęła tę funkcję obok kierowania przemyskimi harcerkami. Zorganizowała kształcenie instruktorów i funkcyjnych drużyn oraz grupę przemyskich harcerzy wysłanych na akcję plebiscytową na Spisz i Orawę. Wzięła udział w III zjeździe Naczelnej Rady Harcerskiej w Zwierzyńcu w lipcu 1919 r. Latem 1920 r. weszła w skład Obywatelskiego Komitetu Obrony Państwa, który zorganizował męską Ochotniczą Legię Obywatelską i żeńską Ochotniczą Legię Kobiet, obie licznie zasilone harcerzami i harcerkami. Dodatkowo ponownie wzięła udział w obsłudze pociągów sanitarnych dowożących rannych i chorych z frontu. Od roku 1920 była członkiem komendy Lwowskiej Chorągwi Harcerek, kierując Działem Kursów, a w roku następnym została wybrana komendantką Lwowskiej Chorągwi Harcerek, obejmującej województwa lwowskie, stanisławowskie i tarnopolskie. Funkcję tę pełniła w latach 1921-23 i 1925-28, będąc równocześnie członkinią Naczelnej Rady Harcerskiej; w latach 1921-32 była członkinią komendy chorągwi, a od 1928 do 1932 r. kierowniczką Wydziału Kształcenia Starszyzny. W maju 1923 r. została mianowana podharcmistrzynią, a w grudniu 1927 r. w wyniku zmiany systemu stopni – harcmistrzynią. Była komendantką szeregu obozów instruktorskich (w 1921 r. w Starym Samborze, w 1922 r. w Pieskowej Skale, w 1925 r. w Kacwinie, a w 1926 r. Oporcu k.Skolego). Brała także udział w szkoleniu instruktorek na kursach centralnych. W lipcu 1931 kierowała organizacją Zlotu Harcerek zorganizowanego w Nowosielicy z okazji dwudziestolecia przemyskiego harcerstwa żeńskiego. Od roku 1936 była członkinią Naczelnej Rady Harcerskiej, a 6 czerwca 1937 r. została wybrana Naczelniczką Harcerek, dojeżdżając od września tegoż roku na zebrania Głównej Kwatery do Warszawy. W tym samym roku przeprowadziła się do Torunia, gdzie z kolei został przeniesiony mąż. Podjęła pracę w toruńskim Pedagogium i była członkiem Zarządu Okręgu Pomorskiego ZHP. W 1938 r. reprezentowała polskie harcerki na X konferencji instruktorek skautowych w Adelboden w Szwajcarii. Jako Naczelniczka Harcerek we wrześniu 1938 roku powołała do życia Pogotowie Harcerek, w ramach którego kilkaset harcerek wzięło udział w pracach opiekuńczych i samarytańskich na Zaolziu. W związku z przystąpieniem Organizacji Harcerek do Organizacji Przysposobienia Kobiet do Obrony Kraju weszła w skład Rady Głównej tej organizacji. W lipcu 1939 r. uczestniczyła wraz z grupą 33 harcerek w dwutygodniowym Światowym Zlocie Skautek „Pax-ting” w Gödöllö na Węgrzech. Z końcem sierpnia przeprowadziła ostatnią odprawę komendantek chorągwi. 1 września 1939 r. w myśl wcześniej ustalonego planu, nie zrzekając się funkcji naczelniczki, zeszła do podziemia, wyznaczywszy na swoją zastępczynię w Warszawie Marię Wocalewską; od 1943 r. funkcję tę pełniła Zofia Florczak. Przystąpiło do pracy Pogotowie Harcerek kierowane przez hm. Józefinę Łapińską, utrzymującą przy pomocy łączniczek kontakt z Naczelniczką przez cały okres okupacji. 25 marca 1945 r. rozwiązała dotychczasową Organizację Harcerek, składając równocześnie rezygnację z funkcji Naczelniczki.

## Odznaczenia i ordery
- Krzyż Kawalerski Orderu Odrodzenia Polski,
- Krzyż Armii Ochotniczej,
- „Gwiazda Przemyśla”,
- Medal „Polska Swemu Obrońcy”,
- Honorowa Odznaka Harcerstwa Przemyskiego
- odznaka „Zasłużonego Nauczyciela PRL”